# Tülay Hatimoğulları Oruç
Tülay Hatimoğulları Oruç (ur. 1977 w Samandağ) – turecka ekonomista, polityczka i współprzewodnicząca Ludowej Partii Równości i Demokracji (DEM). Deputowana 27 i 28 kadencji Wielkiego Zgromadzenia Narodowego Turcji z okręgu Adany. Członkini Komisji Spraw Zagranicznych Wielkiego Zgromadzenia Narodowego Turcji

## Życiorys
Urodziła się w arabskiej rodzinie alewitów. Polityką zainteresowała się już w szkole średniej i przyjęła wówczas poglądy socjalistyczne. Ukończył studia wyższe na Wydziale Ekonomii Uniwersytecie Anadolu.
Prowadziła różne badania na rzecz odrodzenia kultury arabskiej i języka arabskiego. W 1995 została współzakładała Pracownię Sztuki Współczesnej, która prowadzi m.in. arabską działalność muzyczną i teatralną. W 2015 wzięła udział w tworzeniu i zarządzaniu Instytutem Badań nad Ludami Arabskimi Bliskiego Wschodu. Angażowała się również w ruchy feministyczne, pomagała przy powstaniu Akademii Kobiet AMARGİ (2000) i pracach organizacyjnych Kobiecego Kolektywu Pracy (2007).
W 2016 została wybrana na współprzewodniczącą Partii Odnowy Socjalistycznej (SYKP). W wyborach parlamentarnych w czerwcu 2018 startowała w prowincji Adana z ramienia Ludowej Partii Demokratycznej (HDP) i uzyskała mandat do Wielkiego Zgromadzenia Narodowego Turcji. 17 marca 2021 prokurator turecki przed Sądem Kasacyjnym Bekir Şahin złożył pozew w Trybunale Konstytucyjnym, domagając się dla Oruç i 686 innych polityków pięcioletniego zakazu działalności politycznej.
3 lipca 2022 podczas Wielkiego Kongresu HDP Oruç wybrano na członkinię Centralnego Zarządu Wykonawczego. Pracowała w partii jako zastępczyni współprzewodniczącego odpowiedzialnego za Komisję Ludów i Przekonań. 14 maja 2023 ponownie wybrana do parlamentu, tym razem z ramienia Partii Zielonej Lewicy (YSP). Od 2023 jest również współprzewodniczącą Ludowej Partii Równości i Demokracji (DEM), razem z Tuncer Bakırhanem.